# Membrana tireo-hióidea
Membrana tireo-hioidea é aquela que faz a ligação entre a cartilagem tireoidea (pela margem superior/cornos superiores) e o osso hioide. A parte mediana e espessa dessa membrana é o ligamento tireo-hioideo mediano e a mais lateral, o ligamento tireo-hioideo lateral.
A membrana tireo-hioidea pode ser encontrada no reto de animais roedores de plantas carnívoras, pois essas portam membranas cartilaginosas que quando deglutidas auxiliam na formação de um anel fibroso no reto dos animais.
(fonte: Amabis e Martho, 13a edição, SP, pg. 137, livro do professor 2).